# 32184 Ямаура
32184 Ямаура (32184 Yamaura) — астероїд головного поясу, відкритий 8 липня 2000 року.
Тіссеранів параметр щодо Юпітера — 3,384.
Названо на честь Ямаури (яп. やまうら(山浦) ямаура).